# North American Soccer League (1968)
North American Soccer League 1968 - 1. sezon NASL, ligi zawodowej znajdującej się na najwyższym szczeblu rozgrywek w Stanach Zjednoczonych i Kanadzie. Ostatnie mecze o Soccer Bowl rozegrano 21 i 28 września 1968 roku. Soccer Bowl zdobyła drużyna Atlanta Chiefs.
Liga NASL została utworzona w wyniku połączenia ze sobą dwóch lig zawodowych: USA i NPSL. W inauguracyjnym sezonie mistrzostwo NASL zdobyła Atlanta Chiefs, która w dwumeczu o Soccer Bowl pokonała San Diego Todors 3:0 (0:0 i 3:0).

## Rozgrywki
Do rozgrywek ligi NASL w sezonie 1968 przystąpiło 17 drużyn:
- 8 z NPSL: Atlanta Chiefs, Baltimore Bays, Kansas City Spurs, New York Generals, Oakland Clippers, St. Louis Stars, San Diego Toros, Toronto Falcons.
- 9 z USA:  Boston Beacons, Chicago Mustangs, Cleveland Stokers, Dallas Tornado, Detroit Cougars, Houston Stars, Los Angeles Wolves, Vancouver Royals i Washington Whips.

Rundę zasadniczą wygrała drużyna San Diego, a finał Soccer Bowl wygrała Atlanta Chiefs.

## Sezon zasadniczy
W = Wygrane, P = Porażki, R = Remisy, GZ = Gole strzelone, GS = Gole stracone, PKT = Liczba zdobytych punktów
Punktacja:
- 6 punktów za zwycięstwo
- 3 punkty za remis
- 0 punktów za porażkę
- 1 punkt każdy za gol zdobyty w trzech meczach

### Zachodnia Konferencja
| Atlantic Division | W  | P  | R  | GZ | GS | PKT |
| ----------------- | -- | -- | -- | -- | -- | --- |
| Atlanta Chiefs    | 18 | 7  | 6  | 50 | 32 | 174 |
| Washington Whips  | 15 | 10 | 7  | 50 | 32 | 167 |
| New York Generals | 12 | 8  | 12 | 62 | 54 | 164 |
| Baltimore Bays    | 13 | 16 | 3  | 42 | 43 | 128 |
| Boston Beacons    | 9  | 17 | 6  | 51 | 69 | 121 |

| Lakes Division    | W  | P  | R  | GZ | GS | PKT |
| ----------------- | -- | -- | -- | -- | -- | --- |
| Cleveland Stokers | 14 | 7  | 11 | 62 | 44 | 175 |
| Chicago Mustangs  | 13 | 10 | 9  | 68 | 68 | 164 |
| Toronto Falcons   | 13 | 13 | 6  | 55 | 69 | 144 |
| Detroit Cougars   | 6  | 21 | 4  | 48 | 65 | 88  |

### Wschodnia Konferencja
| Gulf Division     | W  | P  | R | GZ | GS  | PKT |
| ----------------- | -- | -- | - | -- | --- | --- |
| Kansas City Spurs | 16 | 11 | 5 | 61 | 43  | 158 |
| Houston Stars     | 14 | 12 | 6 | 58 | 41  | 150 |
| St. Louis Stars   | 12 | 14 | 6 | 47 | 59  | 130 |
| Dallas Tornado    | 2  | 26 | 4 | 28 | 109 | 52  |

| Pacific Division   | W  | P  | R | GZ | GS | PKT |
| ------------------ | -- | -- | - | -- | -- | --- |
| San Diego Toros    | 18 | 8  | 6 | 65 | 38 | 186 |
| Oakland Clippers   | 18 | 8  | 6 | 71 | 38 | 185 |
| Los Angeles Wolves | 11 | 13 | 8 | 55 | 52 | 139 |
| Vancouver Royals   | 12 | 15 | 5 | 51 | 60 | 136 |

| Awans do finału          |
| Mistrz rundy zasadniczej |

## Drużyna gwiazd sezonu
| Pozycja | Pierwsza drużyna                    | Druga drużyna                      |
| ------- | ----------------------------------- | ---------------------------------- |
| BR      | Mirko Stojanović (Oakland Clippers) | Vic Rouse (Atlanta Chiefs)         |
| OB      | Mel Scott (Oakland Clippers)        | John Worbye (Washington Whips)     |
| OB      | Momcilio Gavric (Oakland Clippers)  | John Cocking (Atlanta Chiefs)      |
| PO      | David Davidovic (Oakland Clippers)  | Dennis Viollet (Baltimore Bays)    |
| PO      | Ron Crisp (San Diego Toros)         | Milan Čop (Oakland Clippers)       |
| PO      | Ruben Navarro (Cleveland Stokers)   | Tony Knapp (Los Angeles Wolves)    |
| NA      | Janusz Kowalik (Chicago Mustangs)   | Victorio Casa (Washington Whips)   |
| NA      | Pepe Fernandez (San Diego Toros)    | Mario Baesso (Oakland Clippers)    |
| NA      | Jorgen Kristensen (Detroit Cougars) | Eric Barber (Kansas City Spurs)    |
| NA      | Casey Frankiewicz (St. Louis Stars) | Vavá (San Diego Toros)             |
| NA      | Ilija Mitic (Oakland Clippers)      | Enrique Mateos (Cleveland Stokers) |

## Playoff
|  |           |                   |           |                 |           |   |    |                |        |        |        |        |
|  | Półfinały | Półfinały         | Półfinały | Półfinały       | Półfinały |   |    | Finały         | Finały | Finały | Finały | Finały |
|  | Półfinały | Półfinały         | Półfinały | Półfinały       | Półfinały |   |    | Finały         | Finały | Finały | Finały | Finały |
|  |           |                   |           |                 |           |   |    |                |        |        |        |        |
|  |           |                   |           |                 |           |   |    |                |        |        |        |        |
|  | Z1        | Atlanta Chiefs    | 1         | 2               |           |   |    |                |        |        |        |        |
|  | Z1        | Atlanta Chiefs    | 1         | 2               |           |   |    |                |        |        |        |        |
|  | Z2        | Cleveland Stokers | 1         | 1               |           |   |    |                |        |        |        |        |
|  | Z2        | Cleveland Stokers | 1         | 1               |           |   | E1 | Atlanta Chiefs | 0      | 3      |        |        |
|  |           |                   |           |                 |           |   | E1 | Atlanta Chiefs | 0      | 3      |        |        |
|  |           |                   | W1        | San Diego Toros | 0         | 0 |    |                |        |        |        |        |
|  | W1        | San Diego Toros   | W1        | San Diego Toros | 0         | 0 | 1  | 1              |        |        |        |        |
|  | W1        | San Diego Toros   |           |                 |           |   |    |                |        |        |        |        |
|  | W2        | Kansas City Spurs | 1         | 0               |           |   |    |                |        |        |        |        |
|  | W2        | Kansas City Spurs | 1         | 0               |           |   |    |                |        |        |        |        |
|  |           |                   |           |                 |           |   |    |                |        |        |        |        |

### Półfinały
| Drużyna 1       | Wynik | Drużyna 2         | Pierwszy mecz | Rewanż    |                                         |
| --------------- | ----- | ----------------- | ------------- | --------- | --------------------------------------- |
| Atlanta Chiefs  | 3:2   | Cleveland Stokers | 1:1           | 2:1 (OT)  | 11 września - 3 431 14 września - 6 645 |
| San Diego Toros | 2:1   | Kansas City Spurs | 1:1           | 1:0 (2OT) | 11 września - 5 042 16 września - 6 271 |

### Finał
| Drużyna 1      | Wynik | Drużyna 2       | Pierwszy mecz | Rewanż |                                                                                         |
| -------------- | ----- | --------------- | ------------- | ------ | --------------------------------------------------------------------------------------- |
| Atlanta Chiefs | 3:0   | San Diego Toros | 0:0           | 3:0    | 21 września, Balboa Stadium - 9 360 28 września, Atlanta Fulton County Stadium - 14 994 |

#### Pierwszy mecz
| 21 września 1968 | San Diego Toros | 0:0 | Atlanta Chiefs | Balboa Stadium, San Diego Widzów: 9 360 Sędzia: Reg Clark |
|                  |                 |     |                |                                                           |

#### Rewanż
| 28 września 1968 | Atlanta Chiefs | 3:0 | San Diego Toros · McParland · Scott · Motaung | Atlanta Fulton County Stadium, Atlanta Widzów: 14 994 Sędzia: Jim Carr |
|                  |                |     |                                               |                                                                        |

| North American Soccer League 1968 Zwycięzcy |
| ------------------------------------------- |
| Atlanta Chiefs 1. Tytuł                     |

## Nagrody
- MVP: Janusz Kowalik (Chicago Mustangs)
- Trener Roku: Phil Woosnam (Atlanta Chiefs)
- Odkrycie Roku: Kaizer Motaung (Atlanta Chiefs)